# Hylaeus burnsi
Hylaeus burnsi är en biart som först beskrevs av Michener 1965.  Hylaeus burnsi ingår i släktet citronbin, och familjen korttungebin. Inga underarter finns listade i Catalogue of Life.

## Bildgalleri

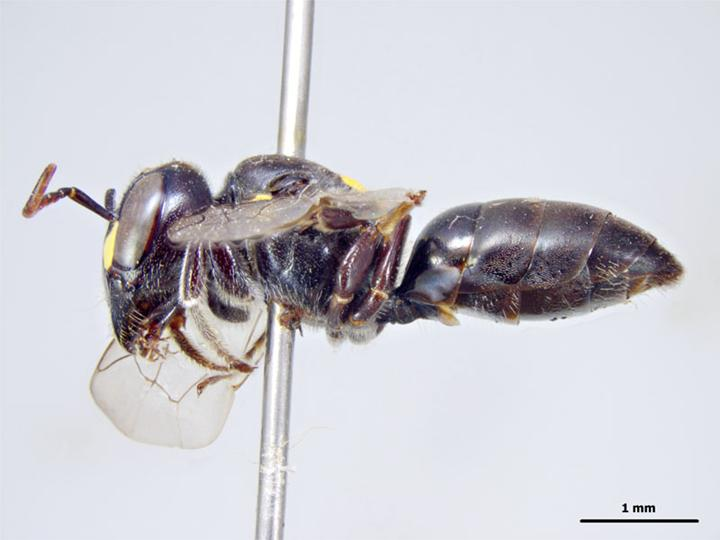